# Javier Navarrete
Javier Navarrete est un compositeur de musique de films espagnol, né en 1956 à Teruel.

## Biographie
Né à Teruel en 1956, il part à 19 ans à Barcelone. Il collabore avec Guillermo del Toro dans deux films de terreur en rapport avec la Guerre civile espagnole, L'Échine du Diable et Le Labyrinthe de Pan (El laberinto del fauno). Avec ce dernier film, il remporte le Premio Ariel et il est nommé aux Premios Goya et aux Oscars en 2006. En 2012, il gagne le Premio Emmy pour son travail dans le téléfilm Hemingway & Gellhorn. Navarrete se rend ensuite à Los Angeles. 
Les ambiances musicales de Navarrete sont particulières, avec la musique électronique inspirée de compositeurs en lien avec la Fundación Phonos comme Eduardo Polonio ou Gabriel Brncic, son maître. Il est également influencé dans sa jeunesse par Carles Santos. Il explique : « Je suis resté des années à composer de la musique électronique avec des critères d'ingénieur du son. Puis je suis passé à la musique électronique minimaliste. Cette étape m'a marqué. Mais je n'ai jamais pensé faire de la musique expérimentale, pas même dans ma période électronique radicale. L'expérimentation n'existe pas. J'essayais simplement de réussir à composer des musiques écoutables. Comme maintenant. »[réf. nécessaire]

## Filmographie

### Cinéma
- 1986 : Prison de cristal (Tras el cristal) d'Agustí Villaronga
- 1989 : La Banyera de Jesús Garay
- 1989 : Una Ombra en el jardí d'Antonio Chavarrías
- 1991 : Manila d'Antonio Chavarrías
- 1995 : Atolladero d'Óscar Aibar
- 1996 : Susanna d'Antonio Chavarrías
- 1996 : Andrea de Sergi Casamitjana
- 1997 : 99.9 d'Agustí Villaronga
- 1998 : Mon nom est Sara (Em dic Sara) de Dolores Payás
- 2000 : El mar d'Agustí Villaronga
- 2001 : L'Échine du Diable (El Espinazo del diablo) de Guillermo del Toro
- 2002 : Stranded: Náufragos de María Lidón
- 2002 : El alquimista impaciente de Patricia Ferreira
- 2002 : Volverás d'Antonio Chavarrías
- 2002 : Trece campanadas de Xavier Villaverde
- 2003 : Attraction fatale (Dot the I) de Matthew Parkhill
- 2003 : Platillos volantes d'Óscar Aibar
- 2004 : Yo puta de María Lidón
- 2006 : Moscow Zero de María Lidón
- 2006 : La Máquina de bailar d'Óscar Aibar
- 2006 : Le Labyrinthe de Pan (El Laberinto del fauno) de Guillermo del Toro
- 2007 : Sa majesté Minor de Jean-Jacques Annaud
- 2008 : Fireflies in the Garden de Dennis Lee
- 2008 : Mirrors d'Alexandre Aja
- 2009 : Cœur d'encre (Inkheart) de David Lindsay-Abaire
- 2009 : The Hole de Joe Dante
- 2009 : Cracks de Jordan Scott
- 2009 : Instinct de survie (The New Daughter) de Luiso Berdejo
- 2010 : The Warrior's Way de Sngmoo Lee
- 2011 : La última muerte de David Ruiz
- 2012 : La Colère des Titans (Wrath of the Titans) de Jonathan Liebesman
- 2012 : Byzantium de Neil Jordan
- 2015 : Zhong Kui fu mo: Xue yao mo ling de Peter Pau et Tianyu Zhao
- 2018 : Greta de Neil Jordan
- 2019 : Raoul Taburin de Pierre Godeau
- 2021 : Affamés (Antlers) de Scott Cooper
- 2022 : Le Téléphone de M. Harrigan (Mr. Harrigan's Phone) de John Lee Hancock

### Télévision
- 1986 : Arsenal (série TV) 2 épisodes
- 1987 : Arsenal Atlas (série TV) 1 épisodes
- 1997 : Un Amor clar-obscur de Jesús Garay
- 1997 : Atapuerca: El misterio de la evolución humana (documentaire)
- 2001 : Valèria de Sílvia Quer
- 2001 : Carles, príncep de Viana de Sílvia Quer
- 2003 : Sara de Sílvia Quer
- 2006 : Latidos de Carles Pastor
- 2007 : Rumors d'Óscar Aibar
- 2012 : Hemingway & Gellhorn de Philip Kaufman
- 2018 : Coup 53 (documentaire) de Taghi Amirani
- 2022 : Paris Police 1905 de Fabien Nury, réalisé par Julien Despaux et Frédéric Balekdjian

### Courts-métrages
- 1986 : Mayumea de José Miguel Iranzo et Víctor Lope
- 1988 : Mudéjar de Víctor Lope
- 1990 : Bronze de Antonio Isasi Jr.
- 1995 : Escrito en la piel de Judith Colell
- 1997 : El Móvil de Pilar Tomás
- 1998 : Señores de Gardenia de Antoni Aloy
- 2009 : The Esseker File d'Alexandre Aja